# Красное (озеро, Ушачский район, бассейн Туровлянки)
Кра́сное (бел. Кра́снае) — озеро в Ушачском районе Витебской области Белоруссии. Относится к бассейну реки Туровлянка.
Находится в 25 км к востоку от городского посёлка Ушачи, на восточной окраине леса. В 0,8 км к северо-западу от водоёма располагается деревня Красное, в 0,6 км к северу — деревня Красная Горка; в 1 км к юго-западу — озеро Берёзовское.
Площадь поверхности озера составляет 0,04 км². Длина — 0,38 км, наибольшая ширина — 0,15 км. Длина береговой линии — 0,85 км.
Водоём окружён заболоченной поймой, поросшей лесом на западе и кустарником на востоке. Озёра Красное и Берёзовское соединены каналом, с которым также сообщается озеро Сосенка.